# David Reinhold von Sievers
David Reinhold von Sievers, né le 14 avril 1732 à Sastama et mort le 3 décembre 1814 à Preetz, est un aristocrate allemand de la Baltique qui fut conseiller (Landrat) d'Oldenbourg en Holstein et de Cismar et président des assemblées des villes de Neustadt en Holstein et d'Oldenbourg. C'était le frère cadet du comte Karl von Sievers, grand maréchal de la cour de l'impératrice Catherine II de Russie.

## Biographie
David Reinhold von Sievers grandit dans une famille d'officiers originaires du Holstein qui se mit au service de l'Empire russe. Son frère, qui était influent à la cour, arrange son mariage avec Frédérique-Caroline von Carols (1731-1804), fille illégitime et reconnue du grand-duc Charles-Frédéric de Holstein-Gottorp et donc demi-sœur du futur Pierre III de Russie. Celui-ci fut assassiné dans un complot organisé par des aristocrates proches de la Grande Catherine, son épouse. Au moment du complot, David Reinhold von Sievers était colonel et commandant d'un régiment de dragons du Schleswig-Holstein, stationné à Saint-Pétersbourg. Il est relevé de son poste et nommé représentant local à Cismar dans le Holstein. Son épouse et ses enfants sont installés au château de Kiel. Finalement la famille achète l'ancienne église abbatiale de Cismar, pour la transformer en habitation et y demeurer en 1767-1769. Puis les Sievers acquièrent le domaine de Gosch. David Reinhold von Sievers est le fondateur de la lignée du Holstein des chevaliers et comtes von Sievers.

## Famille
De son union avec Frédérique-Caroline von Carols, sont issus
- Katharina (1758-1809), filleule de la Grande Catherine
- Peter (1759-1839), chambellan à la cour du Danemark et représentant de Neu-Münster
- Helena Dorothea (1760-1812), épouse le baron Nikolai von Ehrenstein
- Karl Friedrich (1761-1823), haut serviteur de la couronne danoise, puis de l'Empire russe
- Friedrich August (1763-1786)
- Paul (1769-1826), président de l'assemblée de la noblesse du Danemark et seigneur des domaines de Grömitz et Rosenhof
- Karl Benedikt (1773-1800), officier de l'armée royale danoise

## Source
- (de) Cet article est partiellement ou en totalité issu de l’article de Wikipédia en allemand intitulé « David Reinhold von Sievers » (voir la liste des auteurs).